# توماس مالتوس
توماس روبرت مالتوس (بالإنجليزية: Thomas Malthus) (14 فبراير 1766 - 23 ديسمبر 1834) باحث سكاني واقتصادي سياسي إنجليزي. مالتوس مشهور بنظرياته المؤثرة حول التكاثر السكاني.
في العصر الحديث يتم منادته توماس مالتوس رغم أنه في حياته استخدم اسمه الأوسط، روبرت.
ولد مالتوس من أسرة إنجليزية ميسورة الحال، كان والده مالك أراضٍ مثقف وصديق شخصي للفيلسوف دافيد هيوم ومن معارف جان جاك روسو. ولقد تلقى مالتوس تعليمه في البيت حتى دخوله كلية «جيسز كوليدج» (Jesus Collge)، كامبريدج عام 1784. حيث تخصص في علم الرياضيات لكنه درس أيضا العديد من العلوم وقد حصل على الجوائز التقديرية في الإنجليزية، واللاتينية، واليونانية. وحصل على لقب الماستر.
والمعروف أن مالتوس لم يكن أول من بحث في نظرية نمو السكان، فابن خلدون بحث في ذلك منذ القرن الرابع عشر حيث تحدث عن الصلة الوطيدة بين عدد السكان ومستوى الحضارة لان عدد السكان عامل هام في تقسيم العمل وفي النمو.
وهذا ما أعتقده جميع من جاء بعده من علماء الاجتماع ولكن فضل مالتوس هو في كونه وضع نظرية متكاملة في السكان وقد فرضها على علم الاقتصاد عندما اشار إلى وجود عامل يجب دراسته إلى جانب الإنتاج والتوزيع والتبادل، ذلك لأن العلاقة وطيدة بين تطور عدد السكان وتطور كمية الإنتاج، ويكون مالتوس بذلك قد أدخل من خلال ذلك عنصري الزمن والحركة في دراسة الفعاليات الاقتصادية في وقت كانت هذه الفعاليات ما تزال تدرس وتحلل على أسس سكونية راكدة، وكان لدخول عامل السكان في صميم السياسة الاقتصادية أن تشكل علم خاص يرتبط ارتباطاً وثيقاً بعلم الأقتصاد وهو علم السكان.
والجدير بالذكر أن آراء مالتوس عن الازمة الرأسمالية لا تعارض آراءه حول السكان وما أعلنه عن حتمية النقص في المواد الغذائية بالنسبة لزيادة السكان. إذ يعتبر أن عدد السكان يزيد وفق متوالية هندسية بينما يزيد الإِنتاج الزراعي وفق متوالية حسابية كما سيؤدي حتماً إلى نقص الغذاء والسكن.
ومن مؤلفاته (بحث في مبدأ السكان) وصاغ فيه نظريته حول السكان والتي ثارت ضجة كبيرة حيث ورد فيها أن الرجل الذي ليس له من يعيله والذي لا يستطيع أن يجد له عملاً في المجتمع سوف يجد أن ليس له نصيباً من الغذاء على أرضه فهو عضو زائد في وليمة الطبيعة حيث لا صحن له بين الصحون فإن الطبيعة تأمره بمغادرة الزمن.

## مؤلفاته

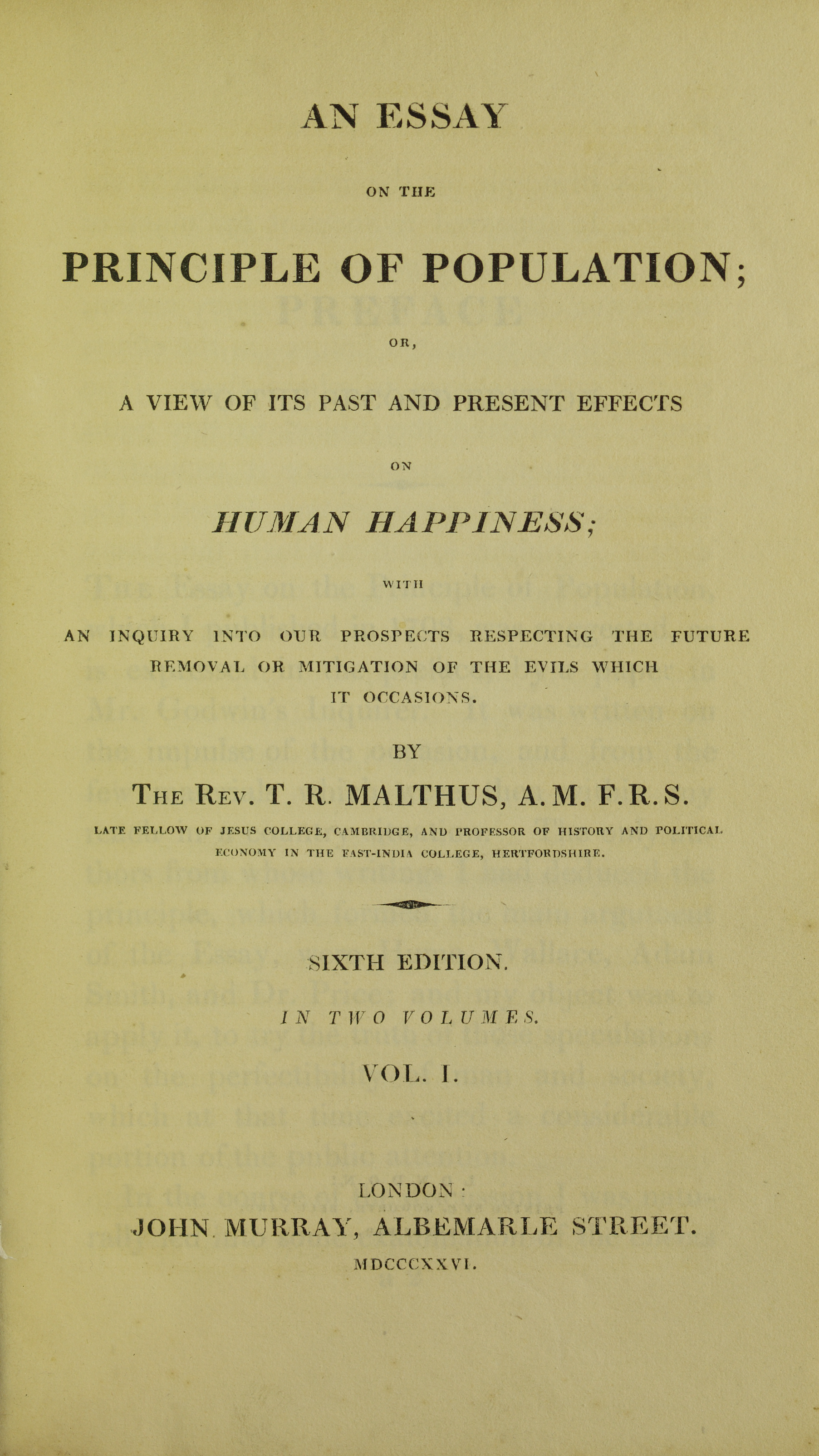
Essay on the principle of population, 1826

ترجع شهرة مالتوس في الفكر الإقتصادي إلى نظريته في السكان. فقد نشر في عام 1798م مقالة في مبدأ السكان، وأثرها على تقدم المجتمع، ثم أعاد نشر هذا المؤلف بعد عديد من التعديلات في عام 1803م. ولكن مالتوس نشر أيضاً في عام 1820م مؤلفاً في «أصول الاقتصاد السياسي»، وعدة مقالات أخرى في موضوعات متفرقة من الإقتصاد. وللأسف فإن هذه الدراسات لم تلق عناية الباحثين حتى وجه لورد كينز النظر إليها.

## نظرية السكان
تبلورت أفكار مالتوس في السكان نتيجة للمناقشات التي كانت تدور بينه وبين والده حول هذا الموضوع. فقد كان والده من المتأثرين بالفيلسوف جودوين وآراءه المتفائلة عن الطبيعة البشرية. فعند جودوين أن البؤس الذي عليه الناس إنما يرجع إلى النظم الاجتماعية الفاسدة السائدة، أما الطبيعة عنده فهي خيرة. أما مالتوس فقد رأى العكس، فليست النظم هي المسؤولة عن البؤس والظلم، وإنما تقع المسؤولية على الطبيعة ذاتها. فقد لاحظ مالتوس تزايد كل من السكان والموارد الغذائية مع مرور الزمن، ولكنهما لا يتزايدان بنفس المعدل. ويؤدي هذا الاختلال في معدل الزيادة إلى ظهور المظالم الاجتماعية. ولإبراز فكرته، عمد مالتوس إلى تشبيه زيادة السكان بمتوالية هندسية في حين أن زيادة المواد الغذائية تكون في شكل متوالية عددية. وأشار مالتوس إلى أن السكان قادرون على المضاعفة مرة كل 25 عاماً إذا لم تقم عقبات تحول دون ذلك. أما الإنتاج الزراعي فإنه لا يستطيع مواكبة هذه الزيادة.
ويؤدي الاختلال بين الزيادة في السكان والزيادة في المواد الغذائية إلى ضرورة تدخل عوامل خارجية من شأنها إعادة التوازن بين نمو السكان ونمو المواد الغذائية. وقد بين مالتوس في أول الأمر أن هذه العوامل تتكون مما أسماه بالموانع الإيجابية مثل الحروب والمجاعات والأوبئة والأمراض.
ويُلاحظ أن الآراء التي نادى بها مالتوس فيما يتعلق بزيادة السكان أو زيادة الإنتاج من المواد الغذائية لم ترتبط بدراسة تطبيقية أو إحصائية

### نقد النظرية
لقد أنتقد الكثير من الكتاب والأدباء الاقتصاديون نظرية مالتوس السكانية، وظلت نظرية مالتوس للسكان معتمدة لفترة طويلة بين الاقتصاديين في العالم، وأدت إلى حدوث كوارث إنسانية، حيث اتخذت مبررًا للإبادة الجماعية لكثير من الشعوب، وأجبر أبناء بعض العرقيات المضطهدة كالسود والهنود في أمريكا على إجراء التعقيم القسري، وإن اتخذ صورة تعقيم أختياري في ظاهر الأمر، ومثل تجربة التنمية السوفيتية في روسيا التي أستحلت بدورها إبادة أعداد كبيرة من البشر (يقال 12 أو 15 مليونًا) بحجة أعتصار التراكم المطلوب للتنمية والتقدم الصناعي.
ويقول آلان تشيس في كتابه (تركة مالتوس) إن 63678 ألف شخص قد جرى تعقيمهم قسراً فيما بين عامي 1907 و1964 في أمريكا في الولايات الثلاثين والمستعمرة الوحيدة التي سنت مثل هذه القوانين. ولكن كان هناك في الحقيقة مئات الآلاف من عمليات التعقيم الأخرى التي كانت طوعية في الظاهر غير إنها قسرية جرت عنوة في واقع الحال. وأقتبس آلان تشيس من القاضي الفيدرالي جيرهارد جيل قوله في عام 1974 في خضم قضية ترافعت فيها المحاكم لمصلحة ضحايا التعقيم القسري للفقراء: (على مدى السنوات القليلة الماضية قامت الدولة والهيئات والوكالات الفيدرالية بتعقيم ما بين مائة إلى مائة وخمسين الف شخص سنويا من متدني الدخل الفقراء).

## نظرية الطلب الفعلي
تناول مالتوس في «أصول الاقتصاد السياسي» ما لا يقل أهمية عن نظرية السكان. فيمكننا القول بأن التقليديين بصفة عامة قد أخذوا بما يُعرف بعد ذلك بقانون المنافذ الذي يُنسب إلى الاقتصادي الفرنسي جان باتست ساي. ومقتضى هذا القانون أن العرض يخلق الطلب المقابل له والمساوي له. فعرض السلع (وهو محصلة الإنتاج) يعني توزيع دخول على عناصر الإنتاج بنفس القيمة. وهذه الدخول تتحول إلى طلب على السلع المنتجة. ومن ثم فإنه لا يتصور أن يكون العرض أكبر من الطلب. وكل ما يمكن أن يحدث هو احتمال نوع من الاختلال الجزئي في سوق سلعة معينة يقابله اختلال عكسي في سلعة أو أكثر، ولكن الاختلال لا يمكن أن يكون عاماً وشاملاً بوجود فائض مطلق في العرض. ومن هنا نستطيع أن نفهم منطق ريكاردو في أن الاقتصاد السياسي يحاول أن يهتم بمسألة التوزيع فقط، أما حجم الإنتاج فهو لا يثير أي مشكلة، ذلك أن الإنتاج يستقر دائماً عند مستوى التشغيل الشامل لأنه من غير المتصور أن يزيد العرض الإجمالي على الطلب الإجمالي، وهكذا لا يوجد أي مبرر لتوقف الإنتاج قبل مستوى التشغيل الشامل.
وقد ظلت هذه الفكرة-قانون ساي- أحد الأسس التي تقوم عليها الأفكار التقليدية حتى اهتزت تماماً مع أفكار كينز. فقد نازع مالتوس قبل كينز في صحة هذا القانون، وبذلك كان من أوائل من أعطوا سنداً نظرياً للأزمات الاقتصادية. فقد لاحظ مالتوس أنه ليس من الضروري أن يكون الطلب الإجمالي مساوياً للعرض الإجمالي، إذا كان هناك نقص في الإستهلاك وزيادة في الإدخار لم يعوضها طلب على السلع الإستثمارية. ففي هذه الحالة من المتصور أن يكون الطلب الإجمالي أقل من العرض الإجمالي، وهذا ما يؤدي إلى قيام ظاهرة البطالة. ولذلك فلم يقبل مالتوس بصحة قانون المنافذ بشكل مطلق.
وقد دعم مالتوس بهذا التحليل الدفاع عن طبقة ملاك الأراضي؛ فهذه الطبقة تتجه بطبيعتها إلى الإستهلاك، وبذلك تساعد على زيادة الطلب الفعلي، وتحول دون نقص الطلب الإجمالي ووقوع الأزمات الاقتصادية والركود. وهكذا برر مالتوس وجود طبقة الملاك يحجة اقتصادية مستمدة من ضرورة الإبقاء على مستوى النشاط الاقتصادي مرتفعاً. فإذا كان أصحاب الأراضي من الطبقات المستهلكة بطبيعتها، فإنها تقدم خدمة للاقتصاد القومي بحفظ مستوى الطلب الفعلي عند مستويات مرتفعة. وقد ترتب على ذلك أن حظي مالتوس بأكبر قدر من الهجوم من ماركس وأتباعه، وقد استدعى ذلك اعتباره (في نظر الماركسيين) اقتصادياً رجعياً. وبطبيعة الأحوال فإن مالتوس لم يعرض أفكاره في إمكان قصور الطلب الإجمالي ومعارضة قانون ساي للمنافذ بالوضوح الكافي بما يسمح لنا بالقول أن كينز كان مجرد مردد لأفكاره؛ فقد كانت هذه الأفكار ضائعة في سجل المحاورات بينه وبين ريكاردو حول هذا الموضوع. ويعتبر كينز في الحقيقة هو صاحب نظرية الطلب الفعلي ومعارضة قانون ساي. ويعود إليه-كينز- في الحقيقة فضل صياغة هذه الأفكار بشكل واضح وإحياء دور مالتوس فيها.

## روابط خارجية
- توماس مالتوس على موقع الموسوعة البريطانية (الإنجليزية)
- توماس مالتوس على موقع إن إن دي بي (الإنجليزية)